# Adidas Telstar

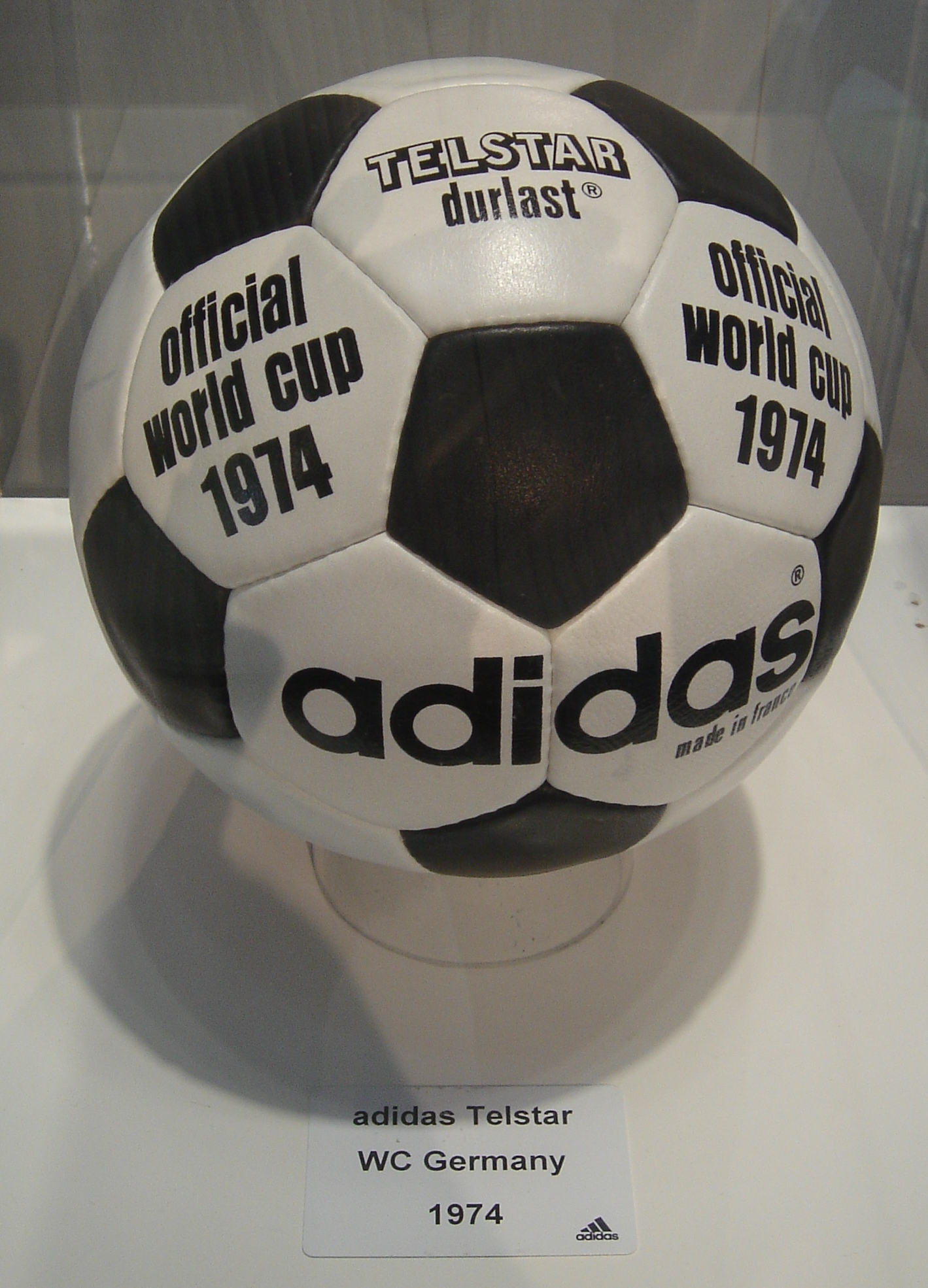
Adidas Telstar Durlast, bola oficial da Copa do Mundo de 1974.

A Adidas Telstar foi um modelo de bola de futebol produzida pela Adidas. Foi a primeira bola oficial usada na Copa do Mundo FIFA. Seu primeiro uso foi na Copa do Mundo de 1970, e também foi empregada na Copa do Mundo de 1974, quando foi apresentada uma nova versão, chamada de Adidas Telstar Durlast, além de um modelo todo branco, batizado de Adidas Chile.
Foi a primeira bola a usar o formato de um icosaedro truncado, composto por 12 gomos pentagonais pretos e 20 gomos hexagonais brancos, que mais tarde tornaram-se um símbolo do futebol. As bolas usadas nas competições anteriores eram de cor escura e tinham costuras com 12 ou 18 gomos em formatos de listras, parecido com uma bola de vôlei atual.

## Copa do Mundo de 1970
A Copa do Mundo FIFA estava crescendo rapidamente, e a o mundial de 1970 seria a primeira a ser transmitido ao vivo para ao mundo inteiro, graças ao satélite Telstar, que foi o primeiro satélite de comunicação civil e havia sido lançado anos antes. Mas começavam a surgir problemas, devido ao fato de que a maioria das televisões da época ainda era em preto-e-branco e a FIFA precisava de um modelo de bola oficial. A empresa alemã Adidas apresentou a Adidas Telstar. Seu design com gomos pintados em preto e branco foi projetado principalmente para as transmissões dos jogos. Assim, a bola ficava mais visível nas imagens geradas pelas emissoras de TV.
O nome "Telstar" (estrela de televisão) foi totalmente inspirado no satélite de mesmo nome, já que o próprio seria responsável pela transmissão dos jogos ao vivo para a Europa e também possuía formato esférico com painéis solares pretos, semelhante a Adidas Telstar.

## Copa do Mundo de 1974
Na edição seguinte, a Adidas apresentou uma nova versão, chamada de Adidas Telstar Durlast, que era mais resistente a água e mais impermeável que a anterior. Durante o torneio, também foi usada uma bola toda branca, batizada de Adidas Chile Durlast, e que foi utilizada em 8 jogos, incluindo a semifinal entre Brasil e Países Baixos, e a decisão do 3° lugar entre Brasil e Polônia.
Após a Copa, foram lançados outros modelos, inclusive a "Super Lux", que era feita com gomos hexagonais laranjas e gomos pentagonais pretos, o que facilitaria a visibilidade da bola em jogos com neve.

## Adidas Telstar na cultura
Atualmente o Telstar é considerado um projeto clássico. Embora a maioria das bolas de futebol usadas nos campeonatos atuais possuam desenhos e gomos diferentes, nas representações de bolas de futebol em desenhos, quadrinhos, caricaturas e enfeites em geral, geralmente são feitos bolas de futebol inspirados na Adidas Telstar, se tornando um ícone universal para o futebol até hoje.